# Преступления, приписываемые палестинским группировкам

## Военные преступления, приписываемые палестинским группировкам
Военные преступления, приписываемые палестинским группировкам — собирательное обозначение действий, нарушающих международное гуманитарное право, совершённых различными палестинскими вооружёнными организациями в контексте палестино-израильского конфликта. В число таких действий входят преднамеренные атаки на гражданское население, использование гражданских объектов в военных целях, захват заложников и применение пыток.

### История
С начала конфликта между Израилем и палестинскими движениями в XX веке различные международные организации и правительства заявляли о нарушениях норм международного гуманитарного права со стороны палестинских вооружённых группировок, таких как ХАМАС, Исламский джихад и ФАТХ (в различные исторические периоды).

### Примеры обвинений

#### Атаки на гражданское население
Организации, включая Human Rights Watch и Amnesty International, документировали случаи неизбирательных ракетных ударов по израильским населённым пунктам, особенно во время конфликтов в 2008–2009, 2014 и 2023 годах. Такие действия, согласно международному праву, квалифицируются как военные преступления, если доказано намеренное нацеливание на гражданских лиц.

#### Использование гражданской инфраструктуры
Документированы случаи размещения боевых позиций, складов оружия и ракетных установок в жилых кварталах, школах и больницах. Такие действия могут быть квалифицированы как использование «живого щита», что нарушает Женевские конвенции.

#### Захват заложников
Во время нападений, таких как атака ХАМАС 7 октября 2023 года, были захвачены израильские граждане, включая женщин и детей, что расценивается как серьёзное нарушение международного права.

#### Казни и пытки
Также имеются сообщения о внесудебных расправах внутри Сектора Газа в отношении предполагаемых коллаборационистов или политических оппонентов, в том числе пытках, проводимых ХАМАС.

### Реакция международного сообщества
Организации ООН, включая Управление Верховного комиссара по правам человека, призывали все стороны конфликта соблюдать международное право. Израиль, США, ЕС и ряд других стран признают ХАМАС террористической организацией и обвиняют её в совершении военных преступлений.

### Критика и споры
Некоторые источники указывают, что освещение нарушений со стороны палестинских группировок может быть использовано для оправдания ответных действий Израиля. Правозащитные организации подчеркивают необходимость объективного рассмотрения нарушений обеих сторон.